# Shave and a Haircut
"Shave and a Haircut" - nogle gange ledsaget af svaret "Two Bits" - er et syv-toners musikstykke, der kan anvendes som afslutning på en musikalsk fremførelse, oftest med henblik på en komisk effekt. Stykket stammer fra England.

## Historie
Stykket blev introduceret i 1888 af Arthur Sullivan som orkerstergravens spottende svar på Jack Points sang "Oh A Private Buffoon" i anden akt af stykket The Yeomen of the Guard.[kilde mangler] En anden tidlig optræden af Shave and a Haircut var i Charles Hale's sang At a Darktown Cakewalk fra 1899. Andre sange fra samme periode har også brugt stykket. Tonerne i det udgør også overgangen i "The Hot Scotch Rag", der blev skrevet af H.A. Fischler i 1911.
I 1939 udgav Dan Shapiro, Lestor Lee og Milton Berle "Shave and a Haircut - Shampoo", der brugte tonerne som afslutningssekvens. Teksten menes at stamme herfra.
I Mexico opfattes stykket som svært fornærmende, da det almindeligvis associeres med den vulgære frase "chinga tu madre, cabrón", der kan oversættes til "knep din mor, røvhul!"
Den italienske udgave er Ammazza la vecchia... col Flit! - dvs. "Dræb den gamle dame - med Flit!" Flit er et gammelt DDT-produkt. Dette er en spøgende populær forvanskning af en reklame fra tiden efter 2. verdenskrig, der lød Ammazza la mosca... col Flit, altså "Dræb fluen med Flit".[kilde mangler] Denne version opfattes aldrig som stødende, men snarere som en spøg.
Melodien kan høres i specialfremstillede bilhorn, mens rytmen kan bruges til at banke på en dør eller som morsekode (  –··–·   ··  ) i slutningen af amatørradiokontakt.